# 阿尔察赫共和国国民议会
阿尔察赫共和国国民议会（羅馬化：Artsakhi Hanrapetut'yan Azgayin zhoghov）曾是阿尔察赫共和国的国家立法机关。阿尔察赫共和国国民议会实行一院制，由33名议员组成。议会任期5年。2023年9月28日，阿爾察赫共和國滅亡，國民議會亦遭解散。戴维·伊什卡尼扬為末任國民議會主席，自2023年8月7日起在任，同年9月28日解職。
2023年9月阿塞拜疆对阿尔扎赫发动攻势后，阿尔扎赫共和国及其所有机构均不复存在。
2024年3月上旬，阿塞拜疆当局拆除了阿尔扎赫共和国国民议会大楼。